# Särkullbarn
Särkullbarn är beteckningen på de barn till en make som inte den andra maken också är förälder till. Särkullbarn har enligt huvudregeln i 3 kap. 1 § ärvdabalken alltid rätt att få ut sin arvslott efter sin förälder när föräldern avlidit.
Undantag gäller för det fall där boet är så litet att den efterlevande kan tillämpa 3 kap. 2 § 2:a stycket ärvdabalken.
Om alltså den efterlevande – efter det bodelning har genomförts och eventuell enskild egendom beaktats – inte har egendom till ett värde motsvarande fyra basbelopp så kan han/hon få ut denna rätt ur den avlidnes egendom, vilket inkräktar på särkullbarnets arvslott. Särkullbarnet måste då vänta med att få ut hela eller delar av sitt arv till dess att också den efterlevande maken har avlidit enligt 3 kap. 2 § ärvdabalken.
Begreppet kan även användas i ett samboförhållande. Då är ett särkullbarn endast barn till den ena parten i samboförhållandet.

## Fotnoter
1. ↑  3 kap. 1 § Ärvdabalken (1958:637)
2. ↑  3 kap. 1 § 2 stycket Ärvdabalken (1958:637)
3. ↑  3 kap. 2 § Ärvdabalken (1958:637)